# Bulb (astronomie)

Bulbul galaxiei M81, în alb, ocupă centrul galaxiei.

În astronomie, bulbul, denumit și bulb galactic (în engleză bulge), este partea centrală a galaxiilor spirale, situată în disc și care înconjoară nucleul galactic. Este o zonă luminoasă și relativ densă compusă în general din stele bătrâne bogate în metale, dar uneori și din stele tinere în formare, Cele dintâi stele, formate în afara discului, sunt acelea care se regăsesc astăzi în halou și în bulb. 
Prin marea cantitate de stele pe care le conține, bulbul galactic este o regiune cu tresăriri de formare a stelelor care se îmbogățește foarte repede cu elemente chimice. Bulbul galactic conține și o gaură neagră supermasivă.

## Caracteristici fizice

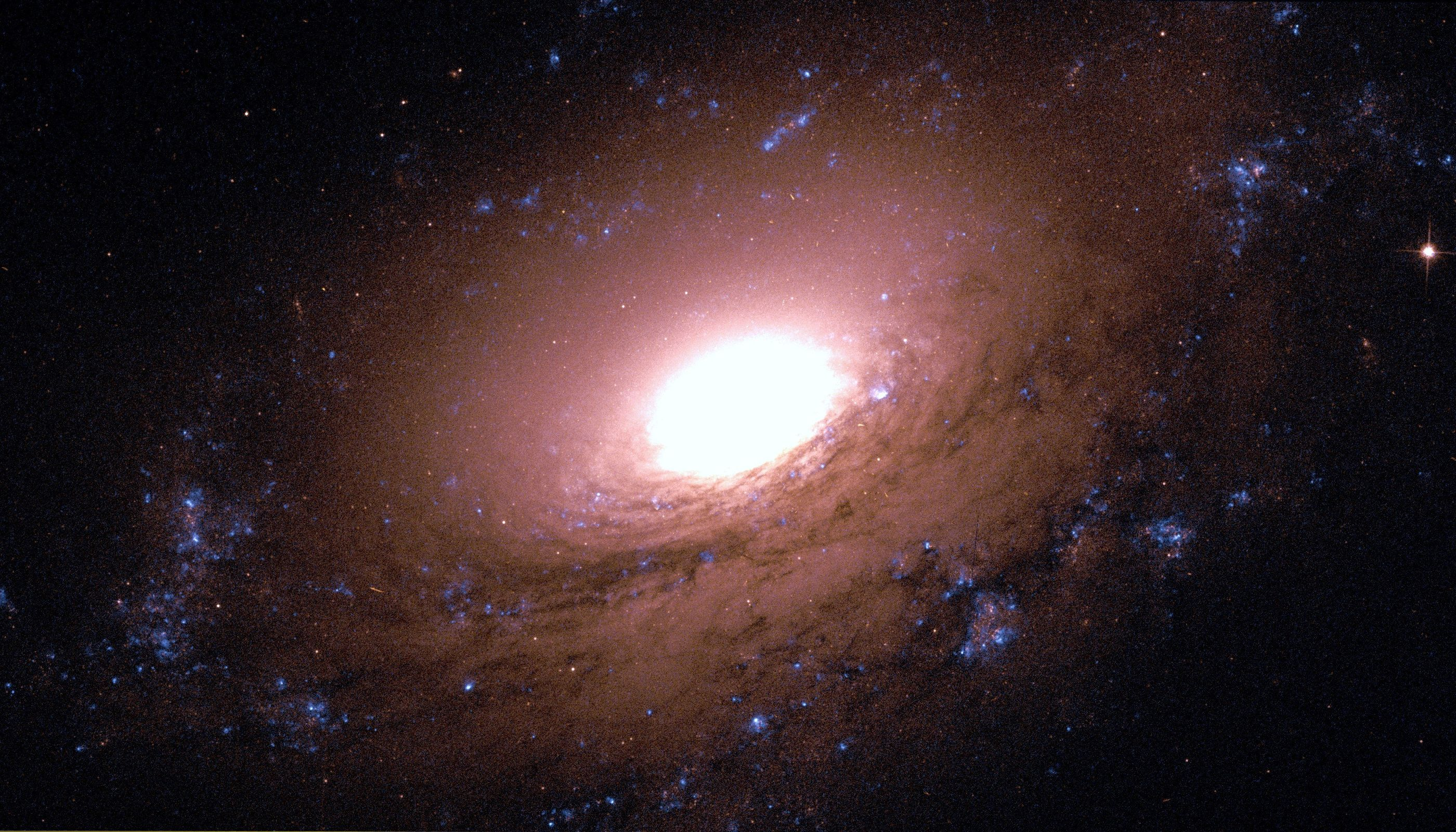
Galaxia spirală NGC 3169.

### Dimensiuni
În majoritatea cazurilor, masa bulbului unei galaxii este de circa o mie de ori mai mare decât aceea unei găuri negre supermasive din centrul său. Această proporție rămâne în general aceeași, indiferent de vârsta sau talia galaxiei studiate. Totuși nu a fost întodeauna la fel cum au demonstrat studiile conduse de echipa astrofizicianului Chris Carilli cu ajutorul radiotelescopului Very Large Array (VLA) și interferometrului de pe Pic du Bure al Institutului de Radioastronomie Milimetrică (IRAM). Aceste studii, îndreptate spre talia galaxiilor din primul miliard de ani ai Universului, au pus în evidență faptul că în acea epocă, găurile negre posedau o masă cu mult mai mare decât bulbul lor galactic, permițând să se conchidă faptul că găurile negre s-ar fi format înaintea bulbilor galactici.
Noua generație de radiotelescoape milimetrice, ca Very Large Array sau Atacama Large Millimeter Array (ALMA), ar trebui să fie în măsură să precizeze legăturile între creșterea găurilor negre galactice și a bulbilor lor.

### Clasificare
Secvența Hubble utilizează bulbii galactici pentru clasificarea galaxiilor. Galaxiile spirale sunt clasificate  de la a la c, în funcție de numărul brațelor spirale și al importanței relative a bulbului lor în raport cu discul. Tipul Sc de galaxie spirală corespunde unui mic bulb central. Galaxia Noastră pare să posede un bulb de tip b.

## Tipuri de bulbi

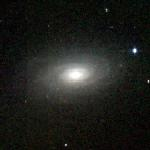
Messier 63, o galaxie cu un bulb atipic.

### Bulbii clasici
Bulbii galactici având proprietăți similare cu galaxiile eliptice sunt deseori numiți „bulbi clasici”. Acești bulbi sunt mai roși decât discul galaxiei. Stelele care le compun  sunt în principal stele bătrâne de populație II (vd. Evoluția stelelor). Ele posedă orbite aleatorii în raport cu planul galaxiei, de unde forma relativ sferică a bulbilor. În afară de aceasta, bulbii galactici nu au decât puțin gaz și pulberi în comparație cu discul, ceea ce explică de ce sunt puține stele tinere în bulbi. Distribuția luminii în interiorul galaxiei este bine descrisă de Legea lui Vaucouleurs.

În bulbul Galaxiei Noastre și în cel al Galaxiei Andromeda, se observă stele și roiuri de stele de până la opt ori mai bogate în elemente grele decât Soarele.
Aceste caracteristici îi conduc pe numeroși astronomi să conchidă că bulbii denumiți „clasici” sunt rezultatul fuziunii galactice. Bulbii galactici ar fi, prin urmare, produsul coliziunii unor structuri de talie inferioară. Impactul, de o mare violență, ar perturba progresia normală a stelelor în spațiu, rezultând de aici orbite aleatorii care caracterizează stelele care compun bulbii galactici. În plus, în timpul fuziunii celor două grupe de stele, norii de gaze ar avea tendința de a se prăbușească asupra lor înșiși din cauza uriașei energii degajate de fuziunea celor două mase, formând stele tinere, ceea ce ar explica slaba cantitate de gaze și de pulberi aflate în interiorul bulbilor galactici. Un bulb poate fi și rezultatul unei serii de coliziuni, dar acești bulbi sunt deseori mai bătrâni, coliziunile dintre galaxii fiind mult mai frecvente în trecutul Universului. Astfel, în zilele noastre majoritatea bulbilor clasici nu au evoluat, în mod semnificativ, în ultimele miliarde de ani. Cât despre gazele și stelele care nu au participat la coliziune ar putea, acestea ar putea să fi format discul exterior al galaxiei organizându-se în jurul bulbului central.

### Pseudobulbii, sau bulbii de tip disc
Unii bulbi, ca acela al galaxiei ESO 498-G5, au o structură similară unei galaxii eliptice.

## Bulbul Căii Lactee

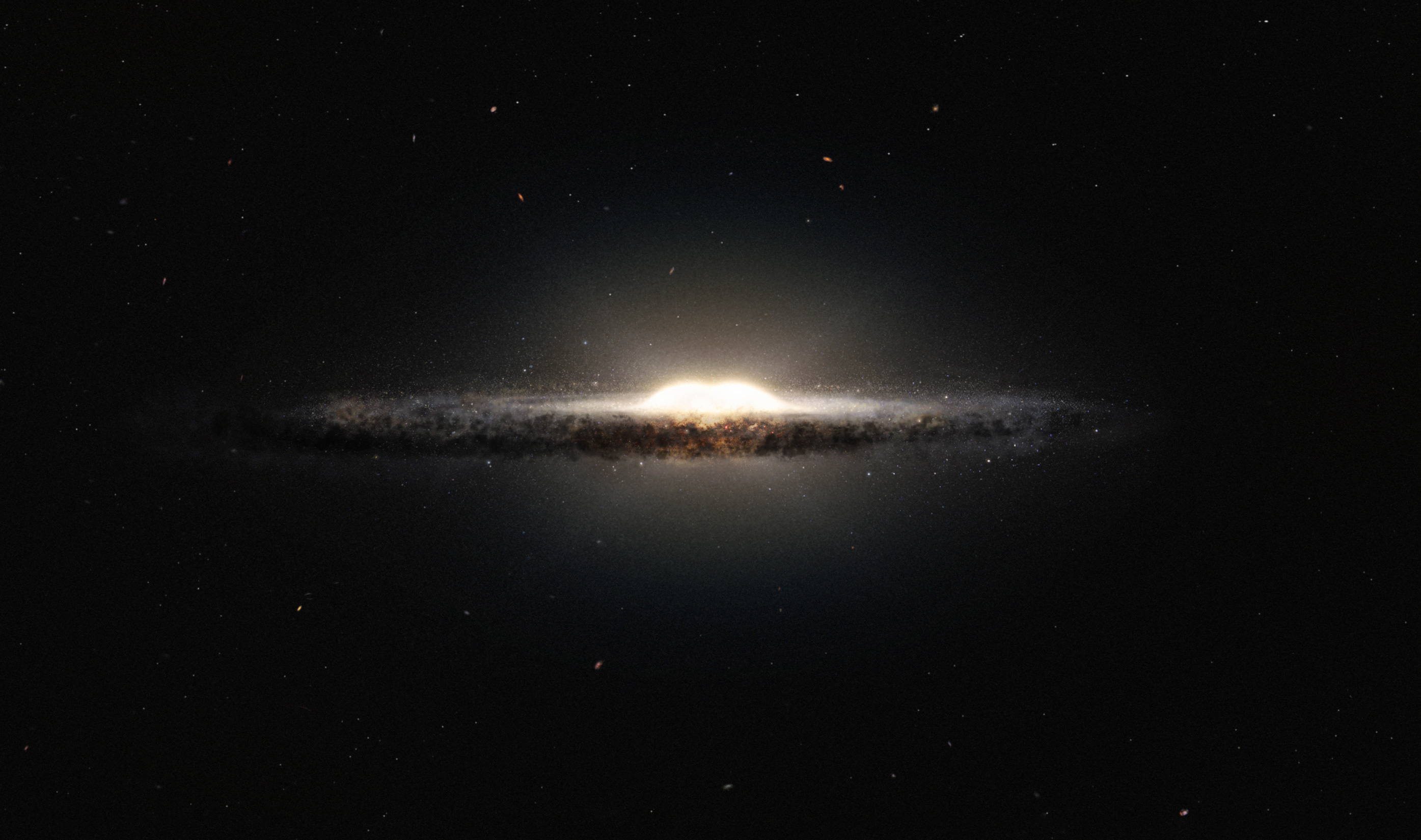
Reprezentare artistică a bulbului Căii Lactee.

Deși Sistemul Solar este situat în interiorul galaxiei, iar observarea exterioară a acesteia se dovedește imposibilă, diferite metode de investigare, între care aceea utilizată de William Herschel la sfârșitul secolului al XVIII-lea, au permis să se determine poziția centrului galactic în constelația Săgetătorul. Observații cu telescopul a numeroase alte galaxii spirale au permis să se estimeze forma Galaxiei Noastre și poziția bulbului central, de formă elipsoidală, care ar măsura între 7.000 și 15.000 de ani-lumină în diametru. Bulbul Căii Lactee conține circa 5 % din materia vizibilă (față de 90 % în disc și 5 % în halou).
Bulbul Căii Lactee are forma unei cruci.